# Squatina caillieti
Squatina caillieti es una especie de elasmobranquio escuatiniforme de la familia Squatinidae.